# Pennard Castle
Pennard Castle är en slottsruin i kommunen Swansea i Wales. Den ligger i närheten av byn Pennard på Gowerhalvön. Slottet började uppföras på tidigt 1100-tal. De ursprungliga träpalissaderna och jordvallarna ersattes av en befästning med porthus i sten omkring 1400. Den angavs som övergiven i källor från 1650 på grund av sättningar som uppstått i den porösa sandjorden.